# 장청 (1960년)
장청(중국어 정체자: 張誠, 병음: Zhāng Chéng, 1960년 6월 2일 ~ )은 타이완의 정치인이다. 중화민국 육군 대령, 국립 중앙 대학 교수를 역임했다.

## 학력
- 국립 칭화 대학 컴퓨터 관리 의사 결정 연구소 석사.

## 역대 선거 결과
| 선거명               | 직책명   | 선거구           | 대수 | 정당   | 득표율 | 득표수   | 결과 | 당락 |
| -------------------- | -------- | ---------------- | ---- | ------ | ------ | -------- | ---- | ---- |
| 2016년 입법위원 선거 | 입법위원 | 도원시 제5선거구 | 9대  | 민국당 | 10.97% | 17,956표 | 3위  | 낙선 |
| 2018년 지방 선거     | 시의원   | 도원시 제8선거구 | 2대  | 민국당 | 6.23%  | 6,487표  | 9위  | 낙선 |
| 2020년 입법위원 선거 | 입법위원 | 도원시 제5선거구 | 10대 | 국회당 | 6.71%  | 13,533표 | 3위  | 낙선 |

## 같이 보기
- 쉬신잉
- 쉬스쉰
- 추징야
- 장징팡
- 우쉬즈
- 랴오베이잉